# Hans Adolf von Arenstorff
Hans Adolf von Arenstorff (* 18. Oktober 1895 in Lohe; † 5. Mai 1952 in Brjanka, Sowjetunion) war ein deutscher Generalmajor und Rittergutsbesitzer.

## Leben
Hans von Arenstorff stammte aus dem märkischen Adelsgeschlecht Arenstorff und war das fünfte Kind von Altwig von Arenstorff (1856–1923) und dessen Ehefrau Wilhelmine, geborene Waitz von Eschen. Hans Adolf besaß die beiden Güter Oyle (150 ha) und Lohe (100 ha) im Kreis Nienburg.
Arenstorff trat mit Ausbruch des Ersten Weltkriegs als Fahnenjunker in das 2. Hannoversche Dragoner-Regiment Nr. 16 der Preußischen Armee ein und avancierte im Mai 1915 zum Leutnant. 1917 wurde er in die 17. Infanterie-Division und später in die 34. Infanterie-Brigade kommandiert.
Nach Kriegsende in die Reichswehr übernommen, war er u. a. Rittmeister und Eskadronchef im 18. Reiter-Regiment. In der Wehrmacht diente Arenstorff als Kommandeur des Schützen-Regiments 79 und der 16. Schützen-Brigade. Er erhielt am 14. Januar 1942 das Deutsche Kreuz in Gold. Im November 1942 beauftragte man ihn als Oberst mit der Führung der 60. Infanterie-Division (mot.), bis er am 2. Januar 1943 während der Schlacht um Stalingrad in Kriegsgefangenschaft geriet. Mit Rangdienstalter vom 1. Januar 1943 wurde er am 1. Oktober 1943 zum Generalmajor befördert.
Er gehörte zu einer Gruppe von 50 deutschen Generalen, die in Kriegsgefangenschaft in der UdSSR den auf den 8. Dezember 1944 datierten Aufruf An Volk und Wehrmacht unterzeichneten. In diesem wurde die deutsche Bevölkerung und Armee zur Trennung von der NS-Führung sowie zur Beendigung des Krieges aufgefordert. Er starb 1952 in sowjetischer Kriegsgefangenschaft.
Arenstorff heiratete am 15. September 1922 in Hannover Dagmar Freiin Reichlin von Meldegg. Das Paar hatte zwei Töchter und drei Söhne. Der spätere General war wie sein Vater Ehrenritter des Johanniterordens.